# Медвежжя (Ленінградська область)
Медвежжя (рос. Медвежье) — присілок у Лузькому районі Ленінградської області Російської Федерації.
Населення становить 3 особи. Належить до муніципального утворення Осьминське сільське поселення.

## Історія
Згідно із законом від 28 вересня 2004 року № 65-оз належить до муніципального утворення Осьминське сільське поселення.

## Населення
| 1710 | 1838 | 1862 | 1928 | 1965 | 1997 | 2007 |
| ---- | ---- | ---- | ---- | ---- | ---- | ---- |
| 10   | ↗16  | ↘6   | ↗202 | ↘30  | ↘2   | ↗4   |
| 2010 |      |      |      |      |      |      |
| ↘3   |      |      |      |      |      |      |